# Яйця Бенедикт
Яйця Бенедикт (англ. Eggs Benedict) — страва на сніданок, що має вигляд бутерброда з двох половинок булочки (англійського маффіна) з яйцями пашот, шинкою або беконом та голландським соусом. Популярно в США та Канаді.

## Історія
Існує кілька версій виникнення цієї страви: В інтерв'ю для журналу The New Yorker в 1942 році брокер Лемюель Бенедикт стверджував, що забрів в готель Волдорф-Асторія в 1894 році, сподіваючись знайти ліки проти ранкового похмілля і замовив «тости з маслом, вареними яйцями, беконом та голландським соусом». Оскар Чиркі, метрдотель ресторану, був настільки вражений такою стравою, що запропонував її на сніданок і обід, замінивши тости з шинкою на англійську булочку з беконом.
За іншою версією, яйця Бенедикт придумав шеф-кухар ресторану Delmonico's в Нью-Йорку для містера і місіс Бенедикт, його частих відвідувачів. Одного разу містер Бенедикт сказав метрдотелю: «Не могли б ви запропонувати нам що-небудь новеньке?» І отримав варені яйця на тості з тонкою скибочкою шинки, голландським соусом і трюфелями зверху.

## Різновиди
Існує багато варіацій яєць Бенедикт, які передбачають заміну будь-якого компонента, крім яйця:
- У яйцях Blackstone бекон замінюється шинкою і додається скибочка томата.
- У яєчні по-флорентійський шинка замінена шпинатом.
- Яєчня Морне — голландський соус замінюється соусом Морне.
- Яйця Хемінгуей або Яйця Копенгаген — шинка замінюється лососиною. Це популярний різновид яєць Бенедикт в Австралії, Новій Зеландії, Канаді та Великій Британії.
- Латиноамериканський різновид під назвою Huevos Benedictos використовує авокадо замість шинки, і сальсу верде як замінник голландського соусу.
- Сільський Бенедикт, іноді відомий як Яйця Борегар, замінюють англійський кекс, шинку та голландський соус — американським бісквітом, сосисками, а сільським соусом відповідно, а яйця пашот замінюються простою яєчнею.
- Ірландський варіант рецепта замінює шинку солониною або ірландським беконом.
- Портобелло Бенедикт — використовуються гриби портобелло замість шинки.
- Яйця Оскар — шинку замінює спаржа та м'ясо краба.
- Яйця Провансаль — голландський соус замінений беарнським соусом.
- У яйцях Шекспір шинка замінена м'ясом краба.
- Яйця кошон (eggs cochon de lait) — замість канадського бекону — свинячий «дрібс» (повільно смажену свинину, подрібнену у власному соку), маслянкове печиво замість англійського мафіна. Подається в ресторанах Нового Орлеана.